# Bistrica (gmina Bitola)
Bistrica (maced. Бистрица) – wieś w południowej Macedonii Północnej, w pobliżu trzeciego co do wielkości miasta tego kraju - Bitoli. Osada wchodzi w skład gminy Bitola.
Według stanu na 2002 rok wieś liczyła 1015 mieszkańców.